# Rollinia xylopiifolia
Rollinia xylopiifolia (A. St.-Hil.) R.E.Fr. – gatunek rośliny z rodziny flaszowcowatych (Annonaceae Juss.). Występuje endemicznie w Brazyliiw stanach Espírito Santo, Rio de Janeiro oraz São Paulo. 

## Morfologia
PokrójZimozielone drzewo lub krzew dorastające do 2 m wysokości.
LiścieMają kształt od eliptycznego do owalnie eliptycznego. Mierzą 5–10 cm długości oraz 1–2,5 cm szerokości. Blaszka liściowa jest całobrzega o tępym wierzchołku.
OwoceSynkarpiczne, o kulistym kształcie. Osiągają 10–20 mm długości i 15–28 mm szerokości.

## Biologia i ekologia
Rośnie w lasach. Występuje na wysokości do 700 m n.p.m.